# Mosandrita-(Ce)
La mosandrita-(Ce) és un mineral de la classe dels silicats, que pertany al grup de la rinkita. Va rebre el nom de mosandrita el 1840 en honor del químic i mineralogista suec Carl Gustav Mosander (1797-1858), qui havia descobert i descrit l'element lantani el 1839. L'IMA va canviar el nom el 2016 de mosandrita a mosandrita-(Ce).

## Característiques
La mosandrita-(Ce) és un silicat de fórmula química (Ca₃REE)[(H₂O)₂Ca0.5☐0.5]Ti(Si₂O₇)₂(OH)₂(H₂O)₂. Es tracta d'una espècie aprovada per l'Associació Mineralògica Internacional, i publicada per primera vegada el 1841. Cristal·litza en el sistema monoclínic. La seva duresa a l'escala de Mohs es troba entre 4 i 5.
Segons la classificació de Nickel-Strunz, la mosandrita-(Ce) pertany a «09.BE - Estructures de sorosilicats, amb grups Si₂O₇, amb anions addicionals; cations en coordinació octaèdrica [6] i major coordinació» juntament amb els següents minerals: wadsleyita, hennomartinita, lawsonita, noelbensonita, itoigawaïta, ilvaïta, manganilvaïta, suolunita, jaffeïta, fresnoïta, baghdadita, burpalita, cuspidina, hiortdahlita, janhaugita, låvenita, niocalita, normandita, wöhlerita, hiortdahlita I, marianoïta, nacareniobsita-(Ce), götzenita, hainita, rosenbuschita, kochita, dovyrenita, baritolamprofil·lita, ericssonita, lamprofil·lita, ericssonita-2O, seidozerita, nabalamprofil·lita, grenmarita, schüllerita, lileyita, murmanita, epistolita, lomonossovita, vuonnemita, sobolevita, innelita, fosfoinnelita, yoshimuraïta, quadrufita, polifita, bornemanita, xkatulkalita, bafertisita, hejtmanita, bykovaïta, nechelyustovita, delindeïta, bussenita, jinshajiangita, perraultita, surkhobita, karnasurtita-(Ce), perrierita-(Ce), estronciochevkinita, chevkinita-(Ce), poliakovita-(Ce), rengeïta, matsubaraïta, dingdaohengita-(Ce), maoniupingita-(Ce), perrierita-(La), hezuolinita, fersmanita, belkovita, nasonita, kentrolita, melanotekita, til·leyita, kil·lalaïta, stavelotita-(La), biraïta-(Ce), cervandonita-(Ce) i batisivita.

## Formació i jaciments
Va ser descoberta a Låven, dins Langesundsfjorden, al municipi de Larvik (Vestfold, Noruega). També ha estat descrita en altres indrets de Noruega, així com a Dinamarca, Suècia, Guinea, Sud-àfrica, Rússia, el Tadjikistan, la República Popular de la Xina, el Canadà, els Estats Units i Brasil.